# Caudeval
Caudeval, auf Okzitanisch Caudavalh, ist eine ehemalige französische Gemeinde im Département Aude in der Region Okzitanien.
Sie wurde mit Wirkung vom 1. Januar 2016 mit der vormaligen Gemeinde Gueytes-et-Labastide zu einer Commune nouvelle mit dem Namen Val de Lambronne zusammengeschlossen und verfügt dort seither über den Status einer Commune déléguée.

## Lage
Nachbarorte sind Cazals-des-Baylès im Nordwesten, Seignalens im Norden, Lignairolles im Nordosten, Gueytes-et-Labastide im Osten, Corbières im Südosten, Tréziers im Süden und Moulin-Neuf im Westen.

## Bevölkerungsentwicklung

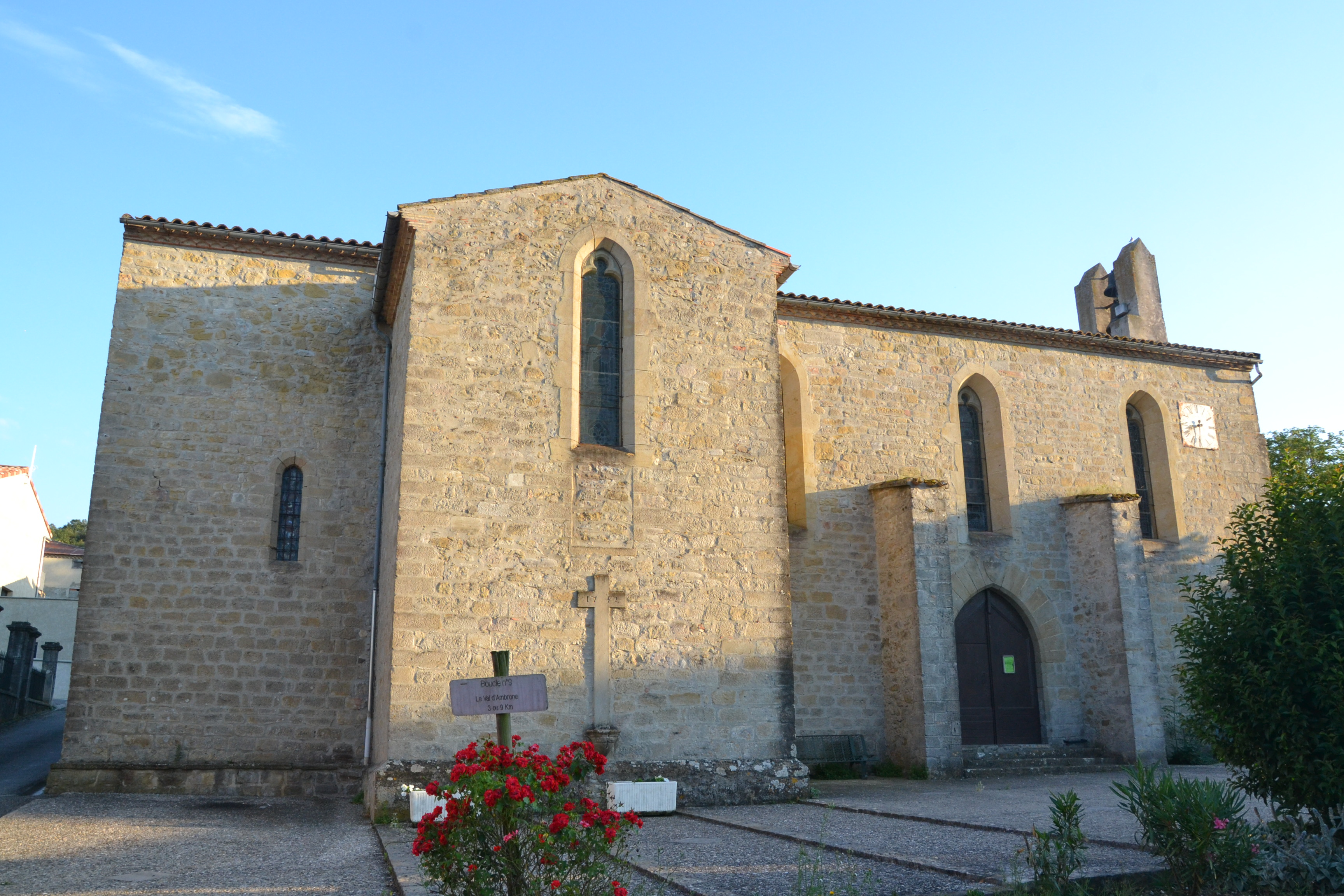
Kirche Saint-Hilaire

| Jahr      | 1962 | 1968 | 1975 | 1982 | 1990 | 1999 | 2008 |
| --------- | ---- | ---- | ---- | ---- | ---- | ---- | ---- |
| Einwohner | 146  | 136  | 141  | 132  | 144  | 153  | 172  |